# Riserva naturale di Gulmarg
La riserva naturale di Gulmarg, che si estende su una superficie di oltre 180 km², è un'area protetta situata nel distretto di Baramulla dello stato indiano di Jammu e Kashmir. Si trova nella parte nord-orientale della catena montuosa del Pir Panjal, 50 km a sud-ovest di Srinagar e 26 km da Baramulla, e ricade entro i confini della Zona 2A (Lesser/Middle Himalayas) della suddivisione biogeografica dell'India. La riserva venne dichiarata originariamente riserva di caccia nel 1981 e successivamente trasformata in santuario nel 1987.

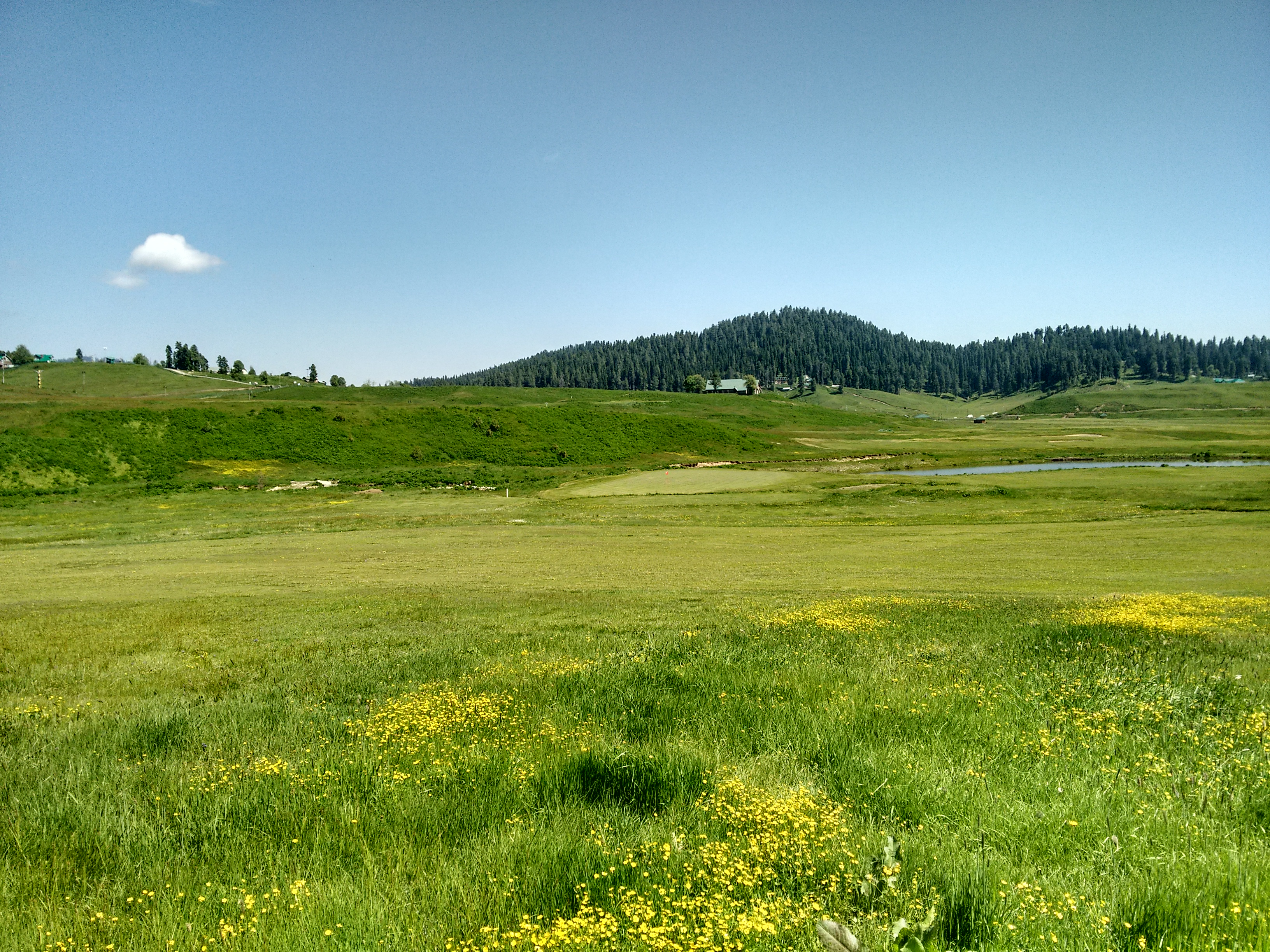
Il campo da golf di Gulmarg

## Geografia
La riserva naturale di Gulmarg si trova sulla catena montuosa del Pir Panjal, nell'Himalaya occidentale, e ha al suo centro la stazione turistica di Gulmarg, dotata di un campo da golf (il Gulmarg Golf Club) e di una cabinovia (la Gulmarg Gondola). Si estende in senso altitudinale da 2400 a 4300 m ed è circondata dalle foreste del bacino di Gulmarg e dal bacino idrografico del corso superiore del torrente Ferozpur. È delimitata dalle foreste della valle del Jhelum a nord e ad ovest, di Poonch e Pir Panjal a sud e dal villaggio di Drang ad est. L'impervio e scosceso terreno della parte superiore della gola del Ferozpur è costituito dai trappi del Panjal, con colate di lava acida esposte. calcari, shale, quarziti e ardesie sono presenti in tutta la riserva. La riserva naturale di Gulmarg presenta un clima temperato. La maggior parte delle precipitazioni è costituita dalle nevicate invernali.

## Flora e fauna
La vegetazione della riserva naturale di Gulmarg è costituita soprattutto da foreste sub-alpine di abeti argentati (Abies pindrow), betulle dell'Himalaya (Betula utilis) e pini dell'Himalaya (Pinus wallichiana). L'abete argentato è relegato alle zone più umide e associato a Pinus wallichiana, Taxus wallichiana e Picea smithiana alle altitudini inferiori. La betulla dell'Himalaya è diffusa sui crinali montuosi che contornano i pascoli alpini tra i 3000 e i 3500 m. Alle altitudini inferiori, Pinus wallichiana è la specie prevalente nelle foreste di pini che circondano la stazione turistica di Gulmarg, dove si trova associata ad abeti rossi (Picea smithiana), aceri (Acer cappadocicum) e tassi (Taxus wallichiana). I prati alpini sono dominati da una flora erbacea formata da varie specie, tra cui forme di Corydalis, Inula, Potentilla, Primula, Gentiana, Rumex e Iris. Narcisi e giunchiglie del genere Narcissus, qui introdotti dall'uomo, si sono naturalizzati. Nella riserva si trovano in grande quantità anche specie officinali come Saussurea costus (Jogi badshah), Picrorhiza kurroa e Jurinea dolomiaea.
Nella riserva naturale di Gulmarg sono state censite 95 specie di uccelli appartenenti a varie famiglie, tra le quali il pigliamosche del Kashmir (Ficedula subrubra), il tetraogallo dell'Himalaya (Tetraogallus himalayensis), il lofoforo splendente (Lophophorus impejanus) e la pucrasia (Pucrasia macrolopha). Sono state censite anche 31 specie di farfalle.
La riserva è celebre per la sua fauna selvatica. Al suo interno sono stati trovati orsi bruni (Ursus arctos), orsi dal collare (Ursus thibetanus), leopardi (Panthera pardus), moschi (Moschus chrysogaster), entelli del Kashmir (Semnopithecus ajax), leopardi delle nevi (Panthera uncia), lupi (Canis lupus), volpi rosse (Vulpes vulpes), gatti leopardo (Prionailurus bengalensis), gatti della giungla (Felis chaus) e martore dalla gola gialla (Martes flavigula). La riserva funge da corridoio biologico per gli spostamenti di orsi bruni e markhor (Capra falconeri) tra le foreste del distretto di Poonch e della valle del Kashmir.